# Cyathissa
Cyathissa là một chi bướm đêm thuộc họ Noctuidae.